# Spindasis cynica
Spindasis cynica är en fjärilsart som beskrevs av Riley 1921. Spindasis cynica ingår i släktet Spindasis och familjen juvelvingar. Inga underarter finns listade i Catalogue of Life.